# Pštrossova
Ulice Pštrossova dostala své jméno po pražském purkmistrovi Františku Václavu Pštrossovi. Nachází se v Praze 1 na Novém Městě, kde spojuje ulice Myslíkovu a Ostrovní, vbíhají do ní ulice Opatovická, Vojtěšská a V Jirchářích. V první třetině směrem od jihu (od Myslíkovy) se ulice na levé straně dvakrát rozvětvuje, tvoří malé, čtvercové náměstí a pokračuje ke kostelu sv. Vojtěcha, kde se podruhé napojuje na ulici Vojtěšskou.

## Historie
Ulice Pštrossova se kdysi nazývala stejně jako celé okolí Pod Zderazem, později se jí říkalo Křížová a Druhá/Velká jirchářská. Současné jméno nese od roku 1869 s výjimkou let 1940–1945, kdy byla dočasně přejmenována na Vaňkovu. Německý ekvivalent názvu ulice byl v době nacistické okupace Wanka-Gasse.

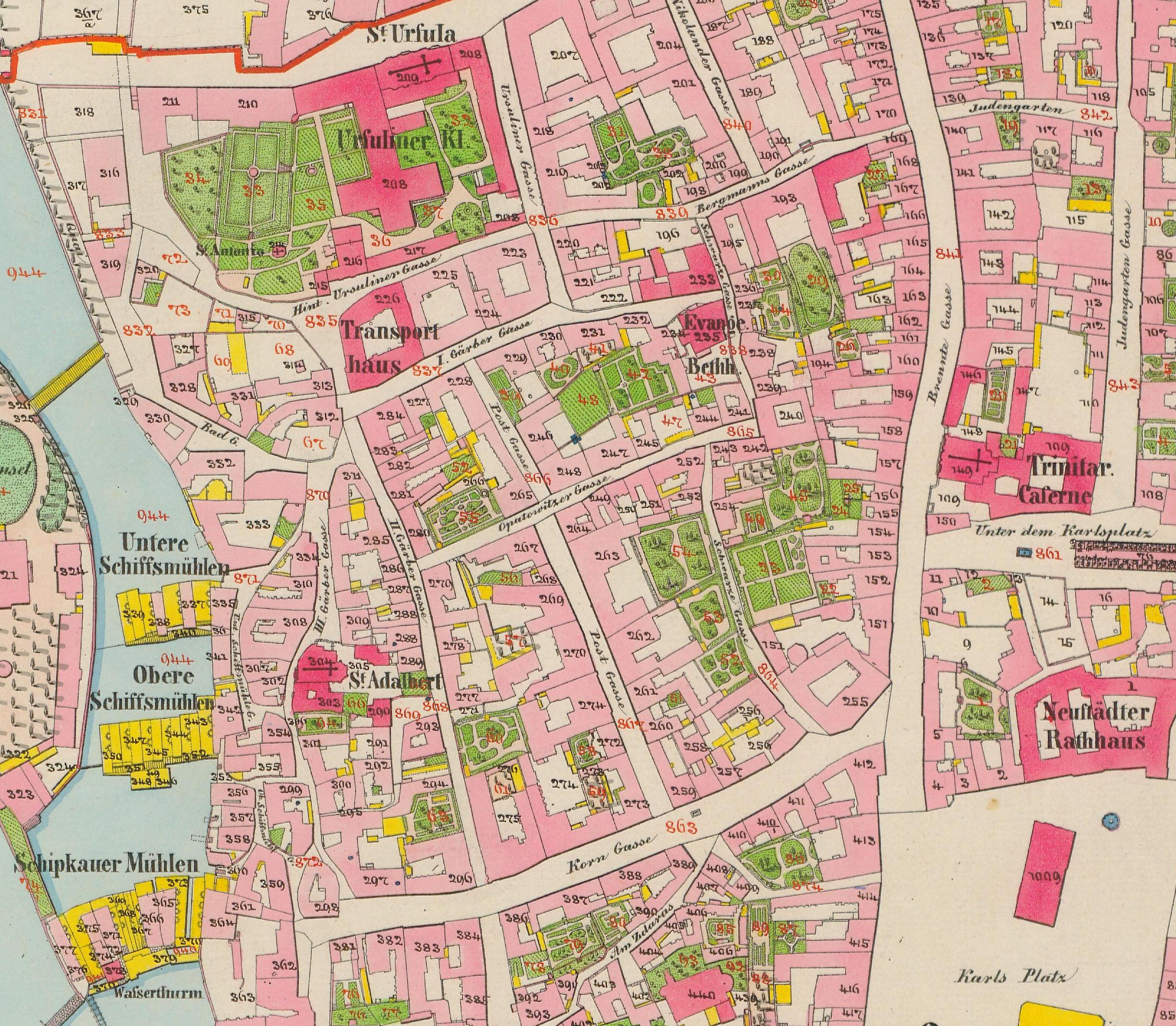
Mapa z Císařských povinných otisků map stabilního katastru Čech (1824–1843), ulice Pštrossova jako „II. Gärber gasse"

Její nejstarší kartografické zobrazení máme z let 1824–1843 v Císařských povinných otiscích map stabilního katastru Čech, kde je uvedena jako „II. Gärber gasse", tj. Druhá jirchářská. Z mapy vyplývá, že v těchto letech již byla naprostá většina budov v ulici z kamene, s občasnými dřevěnými přístavky či kůlnami. Nacházely se zde tři větší zahrady, na jejich místě jsou dnes domy čp. 206/3, 1924/8 a 1923/10, přičemž jedinou zelení, která v ulici zůstala, je malé náměstí v místě jejího rozvětvení. Rozmístění ulic zůstalo stejné, výraznější změnou je pouze zazdění průchodu, kterým se procházelo k domu čp. 183/9 v Křemencově ulici.

## Pamětihodnosti
- Budova prvního dívčího gymnázia Minerva
- Foerstrova síň
- Kostel sv. Vojtěcha
- Fara u sv. Vojtěcha v Praze
- Pamětní deska Elišky Kránohorské k založení gymnázia Minerva
- Pamětní deska J. B. Foerstera

## Budovy

### Dům „Čiklovských" či „Zieglerovský" (čp. 193/26)
První písemné zmínky o tomto původně středověkém domu pocházejí z roku 1387, z této doby také pocházejí přízemní prostory s černou kuchyní a zadní komora po pravé straně hlavní budovy. Ještě staršího původu je pravděpodobně malý sklep, neodpovídá totiž půdorysu gotického přízemí. Dům byl renesančně a následně barokně přestavěn. V 18. století byl dům zchátralý, za Pruského obležení byl poškozen a následně opravován. Po r. 1837 došlo k jeho klasicistní úpravě, čehož jsou dodnes dokladem např. stropy se štuky. Roku 1847 byl stavebně propojen s vedlejším domem (čp. 192) a následně byla jeho stáj adaptována pro bydlení. 
Na konci 20. století se dům nacházel v havarijním stavu. V 90. letech došlo k jeho přestavbě, vedené architektonickým ateliérem Kniha - Knihová, jejímž výsledkem bylo propojení Zieglerovského domu s domy okolními. Z Pšrossovy ulice nyní dům viditelný není, pohled na něj zakrývají domy s čp. 194/28 a 195/30, se kterými je spojen.

### Dům „U Hrubšů" (čp. 201/19)

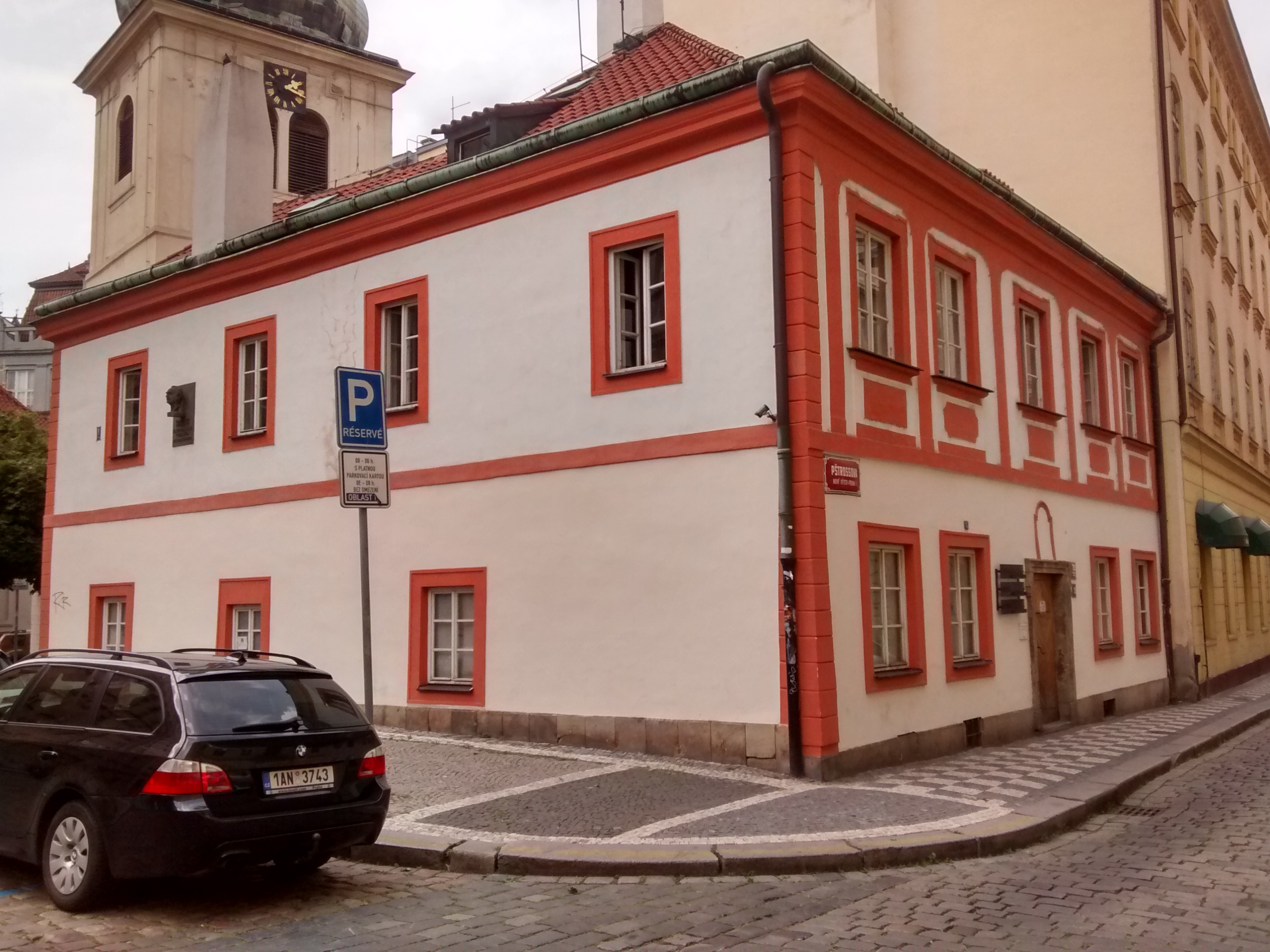
Dům U Hrubšů (čp. 201/19), pohled směrem od Myslíkovy ulice

Nárožní dům nazývaný U Hrubšů se nachází přibližně v polovině Pštrossovy ulice, konkrétně v místě, kde se tato rozděluje, její hlavní část pokračuje rovně směrem k ulici Ostrovní a její odbočka vede ke kostelu sv. Vojtěcha.
První písemná zmínka o osadě Jircháře, jež zahrnuje i tento dům, pochází z roku 1387. V pozdějších pramenech je dům označován jako nuzný. Roku 1726 došlo k jeho výrazné barokní přestavbě, která dodnes určuje dispozici domu i vzhled fasád. V 19. století byl přestavován v neoklasicistním stylu stavitelem Josefem Maličkým. Dnešní podoba domu zůstala právě od této klasicisující přestavby. Slohem, v němž je přestavěn, v ulici zcela ojedinělý není (viz např. domy čp. 1923/10 a 189/16, jež jsou též neoklasicistní), většina domů Pštrossovy ulice ale má podobu neorenesanční. Dům se na první pohled liší od ostatních domů v ulici. Prvním a nejvýraznějším odlišným faktorem je jeho výška: ostatní domy jsou čtyř až pětiposchoďové a jejich střechy jsou zarovnané, opticky tvoří jedinou, téměř vodorovnou střechu. Oproti tomu dům U Hrubšů má poschodí pouze dvě, přízemí a první patro. Pozornost také upoutá barva fasády, jež je červeno-bílá, zatímco okolní domy mají fasády světlé a nepříliš výrazné. Střecha domu je valbová, se třemi vikýři (jeden směrem k náměstíčku, dva směrem k domu čp. 189/16) a bílým komínem vystupujícím z průčelí směrem k malému náměstí.

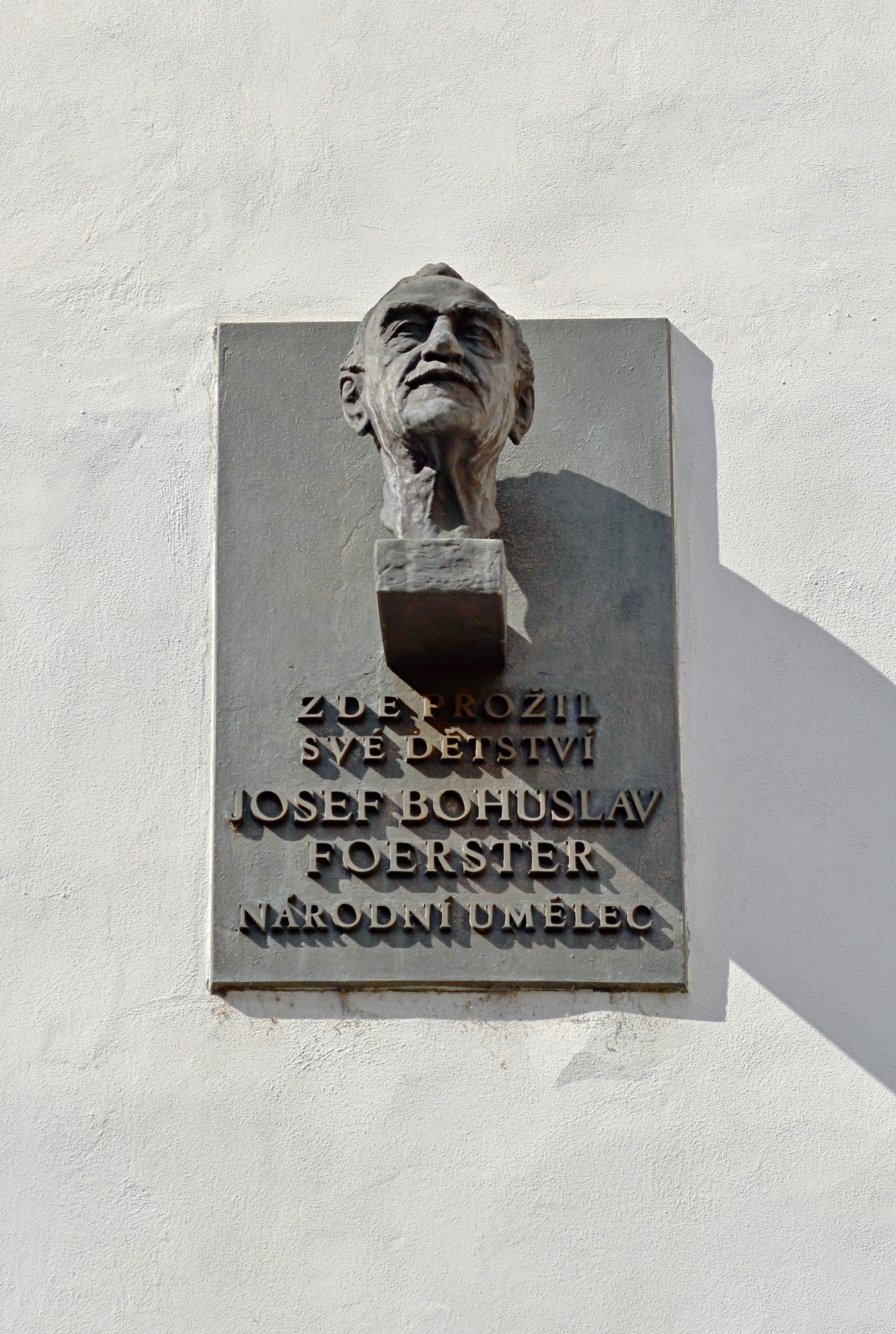
Pamětní deska J. B. Foerstera, čp. 201/19

Průčelí při pohledu z hlavní části Pštrossovy ulice (spojnice Myslíkovy a Ostrovní), tj. při pohledu od domu čp. 189/16, je pětiosé. V hlavní, středové ose se nacházejí dřevěné dveře v pískovcovém ostění, nad nímž se je červeně vyvedený motiv portálu. Z pravé i levé strany dveří se v přízemí nacházejí dvě okna s červenými šambránami a na každé straně je také malé, zamřížované sklepní okénko, značící polozapuštěný suterén. Po levé straně dveří je umístěna železná deska s nápisem Prague film school. Patro domu má stejně jako přízemí bílou fasádu, červené motivy jsou na ní však hojnější, než na přízemní části. Namísto dveří je ve střední ose patrové části umístěno páté okno, ostatní čtyři se nacházejí ve zbylých čtyřech osách nad okny ve spodní části domu. Všechna okna jsou též ozdobená červenou šambránou, navíc je však pod nimi vystouplý červený obdélník, a to buď úplný (první, třetí a páté okno), nebo s dovnitř zasahujícím obloukovým řezem. Okna v tomto patře jsou orámovaná šesti červenými lizénami. Roh domu je obložen jedním sloupcem červených rustikových kvádrů.
Průčelí při pohledu od domu čp. 205/7, tedy od místa rozdvojení ulice, symetrické není. V prvním poschodí se nacházejí tři okna s červenými šabránami na bílé fasádě. Druhé poschodí je od prvního odděleno podélnou červenou lizénou, nacházejí se v něm čtyři okna a ta jsou vůči oknům prvního poschodí umístěna (až na druhé okno zleva) naprosto nesouměrně. Také okna druhého poschodí také mají červené šambrány a roh domu je opět tvořen rustikovým kvádrováním. Mezi prvním a druhým oknem zleva se nachází pamětní deska s bustou Josefa Bohuslava Foerstera. Tento český skladatel a regenschori při kostele sv. Vojtěcha zde bydlel ve druhé polovině 19. století. Deska byla osazena roku 1966.
Při pohledu od kostela sv. Vojtěcha, tj. z opačné strany, než vede hlavní část Pštrossovy ulice, se nalézají pouze dvě okna, situovaná nad sebou a opět červeně šambránovaná. Od této strany domu vede zídka s dveřmi na ploché, bílé fasádě a se dvěma červeně orámovanými okny na bílé, rustikové fasádě. V navazující části parcely přes dvorek přiléhá přízemní objekt bývalé márnice.
Dnes je dům sídlem soukromé Pražské filmové školy.

### První dívčí gymnázium (čp. 202/15)

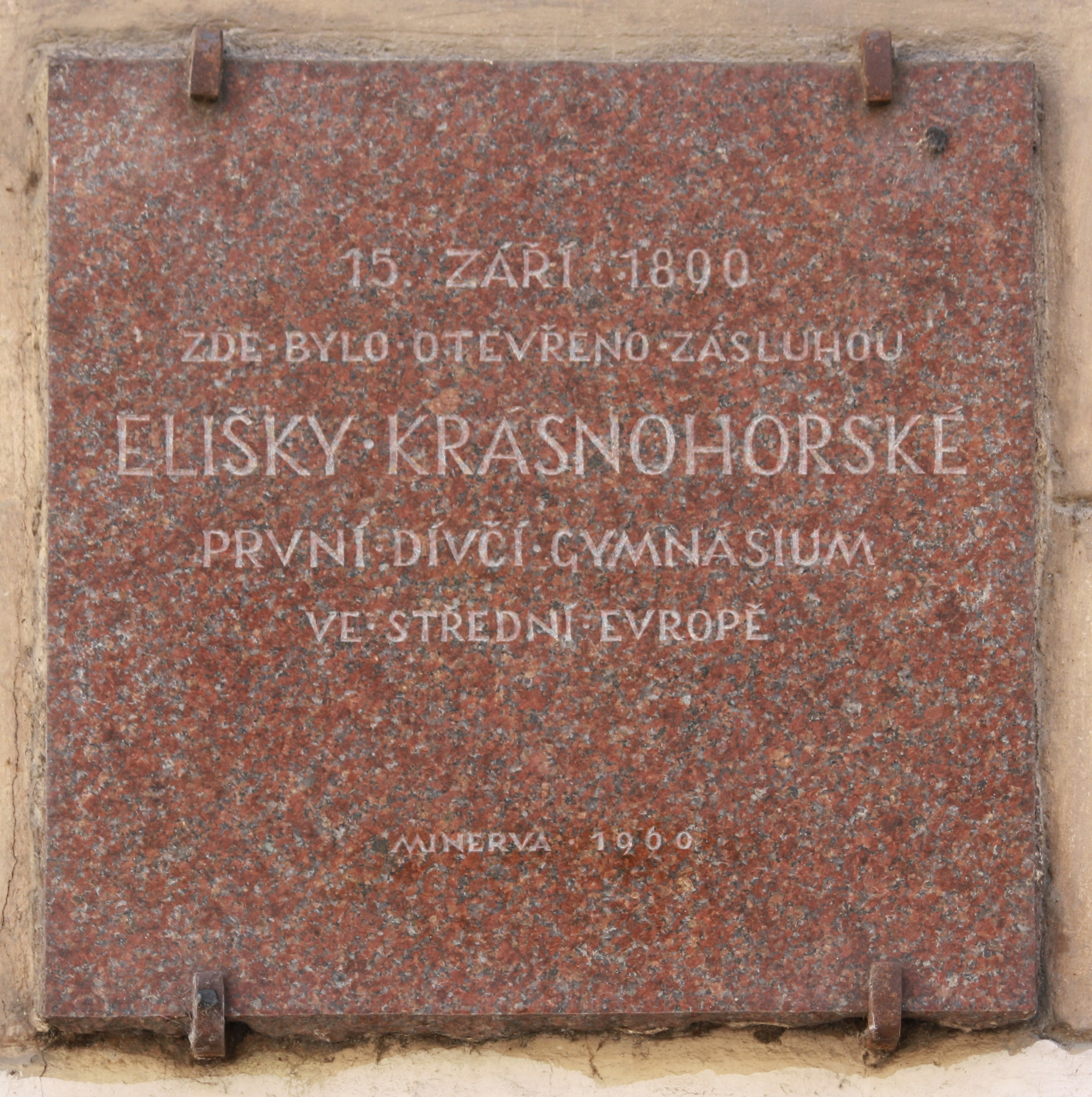
Pamětní deska k založení gymnázia Minerva zásluhou Elišky Krásnohorské (čp. 202/15)

Budova školy byla od základů postavena roku 1882 v neorenesančním slohu. Původně měla dvě patra, roku 1906 bylo přistavěno patro třetí a od té doby má dům dnešní podobu. Tato nárožní budova sousedí s farní zahradou u sv. Vojtěcha, z druhé strany na ni navazuje Gymnázium Jana Palacha (čp. 203/13). V hlavní ose přízemí (při pohledu směrem z Vojtěšské ulice) jsou dvoukřídlé kazetové dveře s nadsvětlíkem v pískovcovém ostění. Na tři střední osy (celkem jich má budova sedm) vystupuje mělký, rustikovaný rizalit. Přízemí je po celé délce vodorovně bosováno. Okna jsou obdélníková, v prvním a druhém patře zdobená šambránami s uchy a rovnými nadokenními římsami, ve třetím patře šambránami a podokenními římsami.
Průčelí směrem k náměstí Pštrossovy ulice (pohled od domu čp. 188/12) je šestiosé. Okna ve všech patrech jsou ozdobena šambránami, v prvním patře jsou navíc doplněna podokenní a nadokenní římsou, ve druhém patře pouze nadokenní římsou a ve třetím pouze římsou podokenní. Všechna druhá okna zprava jsou zaslepena. I na tomto průčelí je přízemí mělce bosované.
Na podnět Elišky Krásnohorské zde bylo zřízeno první dívčí gymnázium ve střední Evropě, na což upomíná pamětní deska z roku 1960, situovaná na rohu domu (průčelí směrem k Vojtěšské ulici).

## Firmy a instituce
- ubytování
  - Apartment Alina: čp.1962/5
  - Apartment Pstrossova: čp. 1507/33
  - Best Western: čp. 1895/14
  - Centrum Apartments Pstrossova: čp. 1895/14
  - Holec Apartments: čp. 206/3
  - Hostel Chili: čp. 205/7
- kavárny, bary, restaurace
  - Globe: čp. 1925/6 (knihkupectví, kavárna a čajovna)
  - L’Avenue Café: čp. 1924/8 (restaurace)
  - Wine bar: čp. 1924/8
  - Vinárna „U Jiřího": čp. 1926/4
  - Caffé Espresso: čp. 218/27
  - U Nováka: čp. 195/30 (restaurace)
  - Propaganda: čp. 220/29 (café bar)
  - Restaurace Dynamo: čp. 220/29
  - The Pub: čp. 1708/32
  - witKRALIK wine and coffee bar: 1708/34
- vzdělávací instituce
  - Mateřská škola Pštrossova: čp. 204/11
  - Gymnázium Jana Palacha: čp. 203/13
  - Prague Film School: čp. 201/19
- obchody
  - Pstross Vytarne Potreby – Art Supplies: čp. 187/2
  - Mini Market: čp. 1895/14
  - Starožitnosti-art-deco-timann Eduard: čp. 1508/35
- další
  - Středisko sociálních služeb: čp. 190/18
  - DAWSON production s.r.o.: čp. 200/21
  - Antonín Keller – A.K. Servis: čp. 198/23
  - TeamPrevent-Santé: čp. 192/24

## Osobnosti
Důležitou osobností Pštrossovy ulice byl František Pštross (1797–1887), koželuh a politik, který byl roku 1866 byl pro zásluhy povýšen do rytířského stavu. Jeho syn František Václav Pštross (1823–1863) se stal roku 1961 purkmistrem Prahy a byl jím až do své smrti. Za jeho působení se na radnici úředně vrátil český jazyk, mezi jeho další zásluhy patří zvelebení místní koželužské továrny a podílel se také na založení prvního dívčího gymnázia ve střední Evropě. Právě po F. V. Pštrossovi dostala ulice své současné jméno, neboť se v ní tento známý pražský purkmistr narodil a vyrůstal zde. Některé domy v ulici (čp. 196, 197) byly v držení rodiny Pštrossových ještě ve dvacátém století.
Další významné osobnosti spjaté s Pštrossovou ulicí:
- Josef Bohuslav Foerster (1859–1951), hudební skladatel a regenschori při kostele sv. Vojtěcha, v dětství bydlel v čp. 201/19.
- Zdeněk Fibich (1850–1900), významný český hudební skladatel, pedagog a dirigent, ke konci života žil v čp. 191/22, kde i zemřel. V tomtéž domě žili později zemský školní inspektor Eduard Kastner, univerzitní docent dr. František Čáda a herec a režisér Rudolf Innemann.
- Adolf Černý (1864–1952), uměleckým pseudonymem Jan Rokyta, český folklorista a básník, žil v čp. 188/12.
- František Hlaváček (1856–1913), pedagog. Roku 1910 koupil od Jaroslava Pštrosse dům čp. 188[6] a přestěhoval do něj svou obchodní školu. Dostal se ale do finanční tísně a 28. září 1913 v domě zastřelil manželku, dvě děti i sebe.[7]